# Argyreia cucullata
Argyreia cucullata är en vindeväxtart som beskrevs av V. Ooststr. Argyreia cucullata ingår i släktet Argyreia och familjen vindeväxter. Inga underarter finns listade i Catalogue of Life.